# The Blackout
The Blackout war eine britische Rockband aus Merthyr Tydfil, Südwales.

## Werdegang
Seit der Gründung 2003 spielte die Band auf vielen Festivals, wie dem Give It a Name Festival 2006.
Sie standen mit Bands wie Linkin Park, Funeral for a Friend, Fightstar, Avenged Sevenfold, Reuben, Lostprophets auf der Bühne.
Zwischen ihnen und den Lostprophets entwickelte sich schnell eine enge Bandfreundschaft, sodass The Blackout als Supportband für die Liberation Tour 2006 für Lostprophets auftraten.
Auch 2010 unterstützten sie Lostprophets wieder und gingen mit ihnen auf Tour.
2006 wurden sie außerdem für den Kerrang! Award für den besten britischen Newcomer nominiert, welchen jedoch Bring Me the Horizon gewannen.
Im Oktober 2006 erschien ihre erste EP The Blackout! The Blackout! The Blackout! und im Oktober des darauffolgenden Jahres ihr erstes Album We are the Dynamite.
Im gleichen Monat tourten sie zusammen mit The Used, Gallows, Aiden, At The Farewell Party und Rise Against in der Taste of Chaos Tour durch Europa.
Am 25. Mai 2009 wurde ihr zweites Studioalbum The Best in Town offiziell in Europa veröffentlicht. Zur ersten Singleauskoppelung Children of the Night wurde ein Musikvideo gedreht.
Gut drei Monate nach der zweiten Singleauskoppelung wurde am 3. August 2009 die Single Save Our Selves (The Warning) veröffentlicht. Zu ihr wurde ebenfalls ein Video gedreht.
Die Videos zu Children Of The Night und Save Our Selves (The Warning) wurden direkt hintereinander gedreht. So ist zu erkennen, dass das Video von Save Our Selves (The Warning) direkt an den Vorgänger anschließt.
Am 13. Nov. 2009 folgte dann die dritte Singleauskoppelung mit I Don't Care (This Is Why We Can't Have Nice Things). Im dazugehörigen Video hat Josh Franceschi von der Band You Me at Six einen Gastauftritt.
Im April 2011 erschien mit Hope das dritte Album der Blackouts. Der Arbeitstitel des Albums sollte laut Sean Smith Dog Porn geheißen haben, später nahm er dies zurück und gab an nur einen Spaß gemacht zu haben. Beide Aussagen machte er in zwei Kerrang-Podcasts.
2010 waren sie zudem die Vorband von Limp Bizkit auf deren Europatournee.
Im Dezember 2014 gab die Band bekannt, sich zu trennen. Sie brachten noch eine EP mit dem Titel Wolves heraus. Im Frühjahr 2015 gab es eine finale Tour, die mit einem Konzert in ihrer Heimatstadt Merthyr Tydfil am 28. März 2015 endete.

## Diskografie

### Alben
- 2007: We are the Dynamite!
- 2009: The Best in Town
- 2011: Hope
- 2012: Live in London, The Roundhouse - 6.11.11 (Livealbum)
- 2013: Start the Party

### EPs und Demos
- 2004: Pull No Punches (Demo)
- 2006: The Blackout! The Blackout! The Blackout! (EP)
- 2007: The Beijing Cocktail (EP)
- 2014: Wolves (EP)

### Singles
- Hard Slammin'
- The Beijing Cocktail
- It's High Tide Baby (mit Ian Watkins von Lostprophets)
- STFUppercut (iTunes)
- Children of the Night
- Save Our Selves (The Warning)
- I Don't Care (This Is Why We Can't Have Nice Things)
- Higher & Higher
- Start the Party
- Radio

### Andere Songs
- My Generation (Limp Bizkit Cover) veröffentlicht auf der Kerrang-Compilation "Higher Voltage"
- The Gentle Art of Making Enemies (Coverversion, Original: Faith No More) veröffentlicht auf der "The Beijing Cocktail" Maxi-CD
- I Kissed a Girl (Katy Perry Cover) veröffentlicht als B-Titel auf der "Children of the Night"-CD
- Pastor of Muppets veröffentlicht als B-Seite der "Children of the Night"-Vinyl-Ausgabe
- Lapdance (Original: N.E.R.D)
- Wanted Dead or Alive (Original: Bon Jovi)
- Party Hard (Original: Andrew WK, veröffentlicht auf der Bonus Disc des Albums "Hope")
- Lump (Original: The Presidents of the United States of America, veröffentlicht auf der Bonus Disc des Albums "Hope")
- Save Tonight (Original: Eagle Eye Cherry, veröffentlicht auf der Bonus Disc des Albums "Hope")
- Fight for Your Right (To Party) (Original: Beastie Boys, veröffentlicht auf der Bonus Disc des Albums "Hope")